# Dioscorea pumicicola
Dioscorea pumicicola är en enhjärtbladig växtart som beskrevs av Edwin Burton Uline. Dioscorea pumicicola ingår i släktet Dioscorea och familjen Dioscoreaceae. Inga underarter finns listade i Catalogue of Life.